# Libertad (Buenos Aires)
Libertad è una località del partido di Merlo, nella provincia di Buenos Aires. La località fa parte del , nella zona occidentale dell'area denominata Grande Buenos Aires.

## Geografia
Libertad è situata nella parte occidentale dell'area metropolitana bonaerense, a 4,5 km a sud-est dal centro di Merlo.

## Storia
La località è sorta spontaneamente nella seconda metà del XIX secolo attorno ad una pulpería chiamata La Libertad.

## Infrastrutture e trasporti
La località servita da una propria stazione ferroviaria posta lungo la linea suburbana Belgrano Sud.

## Sport
La principale società calcistica di Libertad è il Ferrocarril Midland.